# Liste ukrainischer Inseln
Die Liste ukrainischer Inseln enthält eine Auswahl der Inseln der Ukraine.

## Inseln imSchwarzen Meer
| Insel                                      | Lage                           | Max. Ausdehnung (Fläche)       | Oblast           | Anmerkung                                                                                           | Koordinaten          | Bild |
| ------------------------------------------ | ------------------------------ | ------------------------------ | ---------------- | --------------------------------------------------------------------------------------------------- | -------------------- | ---- |
| Beresan (ukrainisch Березань)              | Nähe der Dnepr-Mündung         | 900 × 320 Meter (0,2 km²)      | Oblast Mykolajiw | unbewohnt eine der ersten griechischen Siedlungen in der nördlichen Region des Schwarzen Meeres     | 46° 36′ N, 31° 25′ O |      |
| Dscharylhatsch (ukrainisch Джарилгач)      | Karkinitska-Bucht              | 42 × 4,8 Kilometer (56,05 km²) | Oblast Cherson   | größte Insel der Ukraine unbewohnt Nationalpark                                                     | 46° 2′ N, 32° 57′ O  |      |
| Perwomajskyj (ukrainisch Первомайський)    | Ende des Dnepr-Bug-Limans      | 900 × 320 Meter (0,2 km²)      | Oblast Mykolajiw | unbewohnt Künstliche Insel                                                                          | 46° 34′ N, 31° 34′ O |      |
| Schlangeninsel (ukrainisch Острів Зміїний) | dem Donaudelta vorgelagert     | 660 × 660 Meter (0,17 km²)     | Oblast Odessa    | In der griechischen Mythologie galt sie als „Insel der Glücklichen“                                 | 45° 15′ N, 30° 12′ O |      |
| Tendra (ukrainisch Тендра)                 | Nordküste des Schwarzen Meeres | 65 × 1,8 km (1289 ha)          | Oblast Cherson   | Zu Herodots Zeiten als Rennbahn des Achilleus bezeichnet                                            | 46° 14′ N, 31° 39′ O |      |
| Tusla (ukrainisch Острів Тузла)            | Straße von Kertsch             | 6000 × 500 Meter (3,5 km²)     | Krim             | ca. 50 Bewohner staatliche Zugehörigkeit der Insel ist zwischen Russland und der Ukraine umstritten | 45° 16′ N, 36° 33′ O |      |

## Flussinseln
| Insel                                                 | Lage                           | Max. Ausdehnung (Fläche)         | Oblast                | Anmerkung                                                                      | Koordinaten          | Bild |
| ----------------------------------------------------- | ------------------------------ | -------------------------------- | --------------------- | ------------------------------------------------------------------------------ | -------------------- | ---- |
| Chortyzja (ukrainisch Хортиця)                        | im Dnepr, Stadt Saporischschja | 12 × 2,5 Kilometer (23,59 km²)   | Oblast Saporischschja | größte Insel des Dnepr, größte Flussinsel der Ukraine Naturdenkmal, Sapowednik | 47° 49′ N, 35° 6′ O  |      |
| Dolobezkyj-Insel (ukrainisch Долобецький острови)     | im Dnepr, Stadt Kiew           |                                  | Kiew                  | bildet zusammen mit der Wenezianskyj-Insel den Hidropark                       | 50° 27′ N, 30° 35′ O |      |
| Jermakow-Insel (ukrainisch Острів Єрмаков)            | in der Donau, Kilijaarm        | ca. 10 × 4 Kilometer 2300 Hektar | Oblast Odessa         | Teil des Biosphärenreservats Donaudelta                                        | 45° 26′ N, 29° 30′ O |      |
| Klosterinsel (ukrainisch Монастирський острів)        | im Dnepr, Stadt Dnipro         | ca. 1980 m × 280 m               | Oblast Dnipropetrowsk | Teil des Schewtschenko-Parks                                                   | 48° 28′ N, 35° 4′ O  |      |
| Kosaken-Insel (ukrainisch Козацький острів)           | im Dnepr, Stadt Kiew           | ca. 2800 m × 780 m 154 Hektar    | Kiew                  | Naturschutzgebiet, unbewohnt                                                   | 50° 19′ N, 30° 36′ O |      |
| Mala Chortyzja (ukrainisch Мала Хортиця)              | im Dnepr, Stadt Saporischschja | 13 Hektar                        | Saporischschja        | Sapowednik, unbewohnt                                                          | 47° 50′ N, 35° 3′ O  |      |
| Muromez-Insel (ukrainisch Муромець острів)            | im Dnepr, Stadt Kiew           | 148 Hektar                       | Kiew                  | Naherholungsgebiet, unbewohnt                                                  | 50° 30′ N, 30° 33′ O |      |
| Schukiw-Insel (ukrainisch Жуків острів)               | im Dnepr, Stadt Kiew           | ca. 3600 m × 1000 m              | Kiew                  | Naturschutzgebiet, unbewohnt                                                   | 50° 20′ N, 30° 37′ O |      |
| Truchaniw-Insel (ukrainisch Труханів острів)          | im Dnepr, Stadt Kiew           | 450 Hektar                       | Kiew                  | Naherholungsgebiet, unbewohnt                                                  | 50° 28′ N, 30° 33′ O |      |
| Wenezianskyj-Insel (ukrainisch Венеціанський острови) | im Dnepr, Stadt Kiew           |                                  | Kiew                  | bildet zusammen mit der Dolobezkyj-Insel den Hidropark                         | 50° 27′ N, 30° 35′ O |      |
| Wodnykiw-Insel (ukrainisch Острів Водників)           | im Dnepr, Stadt Kiew           |                                  | Kiew                  | über einen Damm mit den Stadtrajon Holossijiw verbunden                        | 50° 21′ N, 30° 36′ O |      |

## Halbinseln
| Halbinsel                                             | Lage                               | Max. Ausdehnung (Fläche)        | Oblast                           | Anmerkung                                                                                    | Koordinaten          | Bild |
| ----------------------------------------------------- | ---------------------------------- | ------------------------------- | -------------------------------- | -------------------------------------------------------------------------------------------- | -------------------- | ---- |
| Krim (ukrainisch Крим)                                | Süd-Ukraine, Schwarzes Meer        | (26.081 km²)                    | Krim                             | größte Halbinsel des Schwarzen Meeres                                                        | 44° 56′ N, 34° 6′ O  |      |
| Halbinsel Kertsch (ukrainisch Керченський півострів)  | Im Osten der Halbinsel Krim        | 90 × 52 Kilometer (3027 km²)    | Krim                             | trennt das Schwarze Meer vom Asowschen Meer                                                  | 45° 15′ N, 36° 0′ O  |      |
| Arabat-Nehrung (ukrainisch Арабатська стрілка)        | Im Nordosten der Halbinsel Krim.   | 112 × 8 Kilometer (395 km²)     | Oblast Cherson, Krim             | trennt den Sywasch vom Asowschen Meer                                                        | 45° 42′ N, 35° 0′ O  |      |
| Kasantyp (ukrainisch Казантип)                        | Im Norden der Halbinsel Kertsch    |                                 | Krim                             | Kap                                                                                          | 45° 28′ N, 35° 51′ O |      |
| Halbinsel Tschonhar (ukrainisch Чонгар)               | Im Sywasch                         | 25 × 15 Kilometer (410 km²)     | Oblast Cherson                   | trennt den östlichen vom westlichen Sywasch, verbindet das ukrainische Festland und die Krim | 46° 4′ N, 34° 32′ O  |      |
| Byrjutschyj-Insel (ukrainisch Бирючий острів)         | im Nordwesten des Asowschen Meeres | 24 × 5 Kilometer                | Oblast Cherson                   | trennt den Utljuk-Liman vom Asowschen Meer, Verlängerung der Fedotowa-Nehrung                | 46° 8′ N, 35° 6′ O   |      |
| Fedotowa-Nehrung (ukrainisch Федо́това коса́)           | im Nordwesten des Asowschen Meeres | 22 × 0,5 Kilometer (234 ha)     | Oblast Saporischschja            | trennt den Utljuk-Liman vom Asowschen Meer                                                   | 46° 18′ N, 35° 18′ O |      |
| Kinburn-Halbinsel (ukrainisch Кінбурнський півострів) | im Norden des Schwarzen Meeres     | 40 × 10 Kilometer (ca. 180 km²) | Oblast Cherson, Oblast Mykolajiw | trennt den Dnepr-Bug-Liman von der Jahorlyzkyj-Bucht                                         | 46° 31′ N, 31° 46′ O |      |